# Harukaze (tàu khu trục Nhật) (1922)
Harukaze (tiếng Nhật: 春風) là một tàu khu trục hạng nhất, thuộc lớp Kamikaze của Hải quân Đế quốc Nhật Bản bao gồm chín chiếc, được chế tạo sau khi Chiến tranh Thế giới thứ nhất kết thúc. Rất hiện đại vào lúc đó, những con tàu này đã phục vụ như những tàu khu trục hàng đầu trong những năm 1930, nhưng được xem là đã lạc hậu vào lúc Chiến tranh Thái Bình Dương nổ ra. Ngoài một vài trận chiến, Harukaze hầu như chỉ sử dụng trong vai trò tuần tra và hộ tống cho đến khi bị hư hại bởi cuộc không kích của máy bay Hải quân Mỹ gần Mako vào tháng 1 năm 1945. Sau chiến tranh Harukaze bị đánh chìm như một đê chắn sóng tại cảng Takeno thuộc Toyooka.

## Thiết kế và chế tạo
Việc chế tạo lớp tàu khu trục cỡ lớn Kamikaze được chấp thuận như một phần của Chương trình phát triển Hạm đội 8-4 trong năm tài chính 1921–1923 dành cho Hải quân Đế quốc Nhật Bản. Thiết kế của chúng là sự tiếp nối của lớp Minekaze trước đó, vốn chia sẻ nhiều đặc tính thiết kế chung. Được chế tạo tại Xưởng hải quân Maizuru, Harukaze được đặt lườn vào ngày 16 tháng 5 năm 1922, được hạ thủy vào ngày 18 tháng 12 năm 1922 và được đưa ra hoạt động vào ngày 31 tháng 5 năm 1923. Ban đầu được dự định đặt tên là Makaze (tiếng Nhật: 真風), khi đưa vào hoạt động nó chỉ được gọi đơn giản là "Tàu khu trục số 5" (第五駆逐艦, Dai-5 Kuchikukan) trước khi được đặt tên Harukaze vào ngày 1 tháng 8 năm 1928.

## Lịch sử hoạt động
Vào lúc xảy ra cuộc tấn công Trân Châu Cảng, Harukaze nằm trong thành phần Hải đội Khu trục 5 thuộc Phân hạm đội Khu trục 5 của Hạm đội 3 Hải quân Đế quốc Nhật Bản, và được bố trí từ Quân khu Bảo vệ Mako tại quần đảo Pescadores trong thành phần của lực lượng Nhật Bản tham gia trận Philippines, trong đó nó giúp hỗ trợ cho cuộc đổ bộ của lực lượng Nhật Bản lên Aparri và vịnh Lingayen.
Vào đầu năm 1942, Harukaze được giao nhiệm vụ hộ tống các tàu chở binh lính đến Mã Lai và Đông Dương. Được phân về lực lượng chiếm đóng Java, nó đã tham gia trận chiến eo biển Sunda vào ngày 1 tháng 3 năm 1942. Trong trận này, nó đã phóng ngư lôi nhắm vào tàu tuần dương hạng nhẹ HMAS Perth (D29) và tàu tuần dương hạng nặng USS Houston (CA-30), và bị phản pháo làm hư hại cầu tàu, phòng động cơ và bánh lái; ba thành viên thủy thủ đoàn đã tử trận cùng hơn mười lăm người khác bị thương.
Từ ngày 10 tháng 3 năm 1942, Harukaze cùng Hải đội Khu trục 5 được tái bố trí đến Hạm đội Khu vực Tây Nam và hộ tống các tàu chở binh lính từ Singapore đến Penang, Rangoon, Đông Dương, Rabaul và New Guinea. Vào ngày 16 tháng 11, Harukaze trúng phải một quả mìn tại Surabaya, làm hư hại hoàn toàn phần mũi tàu. Công việc sửa chữa tại Surabaya kéo dài đến tận tháng 5 năm 1943, nhưng Harukaze vẫn được coi là không có khả năng chiến đấu, nên nó được cho quay về Xưởng hải quân Kure tại Nhật Bản vào ngày 27 tháng 5 năm 1943. Khi công việc sửa chữa hoàn tất vào ngày 25 tháng 8, Harukaze rời Kure hộ tống một đoàn tàu vận tải đi đến Palau, rồi tiếp tục công việc hộ tống tàu bè chung quanh Palau cho đến cuối năm.
Trong năm 1944, Harukaze tiếp tục hộ tống các đoàn tàu vận tải từ Palau đến các đảo chính quốc Nhật Bản và Đài Loan, Philippine cùng Borneo. Vào ngày 24 tháng 10 năm 1944, trong khi hộ tống một đoàn tàu vận tải từ Manila đến Cao Hùng, Harukaze phát hiện tàu ngầm Mỹ USS Shark và đã tấn công nó bằng mìn sâu. Sau khi mất dấu rồi lại tìm thấy đối phương, nó đã thả thêm 17 quả mìn sâu, đưa đến kết quả "bọt không khí, dầu và quần áo" nổi lên mặt nước chứng tỏ chiếc tàu ngầm đã bị tiêu diệt. Tuy nhiên, Harukaze lại trúng phải ngư lôi vào ngày 4 tháng 11 từ tàu ngầm USS Sailfish ở eo biển Luzon, khiến bị hư hại trung bình.
Vào ngày 10 tháng 1 năm 1945, Harukaze được tái bố trí về Bộ Tư lệnh Hộ tống, nhưng nó lại bị hư hại thêm bởi một cuộc không kích do máy bay của Lực lượng Đặc nhiệm 38 Hải quân Hoa Kỳ thực hiện gần Mako vào ngày 21 tháng 1 và sau đó được kéo về Xưởng hải quân Sasebo. Tuy nhiên, vào giai đoạn này của cuộc chiến, Nhật Bản hầu như không còn nguồn lực hay thiết bị để sửa chữa, nên Harukaze vẫn neo đậu tại Sasebo trong tình trạng hư hỏng vào lúc Nhật Bản đầu hàng.
Harukaze được rút khỏi danh sách Đăng bạ Hải quân vào ngày 10 tháng 11 năm 1945. Nó sau đó được kéo đến bờ biển phía Bắc của tỉnh Hyōgo trong vùng biển nội địa Nhật Bản và bị đánh chìm như một đê chắn sóng tại cảng Takeno, ngày nay là một phần của thành phố Toyooka thuộc tỉnh Hyōgo.

## Danh sách thuyền trưởng
- Thiếu tá Tamejiro Takahashi (sĩ quan trang bị trưởng): 15 tháng 2 năm 1923 - 31 tháng 5 năm 1923
- Thiếu tá Tamejiro Takahashi: 31 tháng 5 năm 1923 - 20 tháng 7 năm 1923
- Thiếu tá Tsutomu Watanabe: 20 tháng 7 năm 1923 - 1 tháng 12 năm 1924; thăng Trung tá 1 tháng 12 năm 1923
- Thiếu tá Jiro Asai: 1 tháng 12 năm 1924 - 1 tháng 12 năm 1925
- Thiếu tá Eiji Goto: 1 tháng 12 năm 1925 - 15 tháng 3 năm 1928; thăng Trung tá 1 tháng 12 năm 1926
- Trung tá Kenzaburo Hara: 15 tháng 3 năm 1928 - 7 tháng 5 năm 1928
- Lực lượng dự bị: 7 tháng 5 năm 1928 - 1 tháng 11 năm 1929
- Thiếu tá Goro Tezuka: 1 tháng 11 năm 1929 - 15 tháng 11 năm 1932
- Thiếu tá Yasuo Sato: 15 tháng 11 năm 1932 - 15 tháng 11 năm 1934
- Thiếu tá Masamichi Takeuchi: 15 tháng 11 năm 1934 - 1 tháng 12 năm 1936
- Thiếu tá Kiyoshi Kikkawa: 1 tháng 12 năm 1936 - 15 tháng 11 năm 1937
- Thiếu tá Risaku Hayashi: 15 tháng 11 năm 1937 - 23 tháng 8 năm 1938
- Thiếu tá Shizuo Akazawa: 23 tháng 8 năm 1938 - 15 tháng 12 năm 1938
- Lực lượng dự bị: 15 tháng 12 năm 1938 - tháng 4 năm 1940
- Thiếu tá Hiroshi Sogawa: tháng 4 năm 1940 - 15 tháng 11 năm 1940
- Thiếu tá Keiji Koeu: 15 tháng 11 năm 1940 - 30 tháng 9 năm 1942
- Thiếu tá Kenji Furuganame: 30 tháng 9 năm 1942 - 25 tháng 10 năm 1943
- Thiếu tá Tsuyoshi Fukuyama: 25 tháng 10 năm 1943 - 15 tháng 8 năm 1945

### Sách
- Brown, David (1990). Warship Losses of World War Two. Naval Institute Press. ISBN 155750914X.
- Dull, Paul S. (1978). A Battle History of the Imperial Japanese Navy, 1941–1945. Naval Institute Press. ISBN 0870210971.
- Howarth, Stephen (1983). The Fighting Ships of the Rising Sun: The Drama of the Imperial Japanese Navy, 1895–1945. Atheneum. ISBN 0689114028.
- Jentsura, Hansgeorg (1976). Warships of the Imperial Japanese Navy, 1869–1945. US Naval Institute Press. ISBN 087021893X.
- Whitley, M. J. (2000). Destroyers of World War Two: An International Encyclopedia. London: Arms and Armour Press. ISBN 1854095218.
- Watts, Anthony J. (1967). Japanese Warships of World War II. Doubleday. OCLC 1344405.